# Tour of the Gila
Die Tour of the Gila ist ein US-amerikanisches Straßenradrennen. Das Etappenrennen wird seit 1989 jährlich im Bundesstaat New Mexico ausgetragen und besteht aus einer Version für männliche und einer für weibliche Radrennfahrer.
Beide Versionen wurden zunächst als Veranstaltung des nationalen Kalenders ausgetragen. Das Männerrennen ist seit dem Jahr 2012 Teil der UCI America Tour und ist in die UCI-Kategorie 2.2 eingereiht, während das Frauenrennen zunächst nicht in den internationalen Kalender aufgenommen wurde und ab dem Jahr 2015 als Rennen der Kategorie 2.2 ausgetragen wird.

## Palmarès Männer
| Jahr | Sieger             | Zweiter            | Dritter            |          |
| ---- | ------------------ | ------------------ | ------------------ | -------- |
| 1987 | Andy Bishop        |                    |                    |          |
| 1988 | Gavin O'Grady      |                    |                    |          |
| 1989 | John Lieswyn       |                    |                    |          |
| 1990 | Andrew Miller      |                    |                    |          |
| 1991 | Björn Bäckmann     |                    |                    |          |
| 1992 | Kevin Livingston   |                    |                    |          |
| 1993 | José Robles        |                    |                    |          |
| 1994 | Andrew Miller      |                    |                    |          |
| 1995 | Jonathan Vaughters |                    |                    |          |
| 1996 | Burke Swindlehurst |                    |                    |          |
| 1997 | Bart Bowen         |                    |                    |          |
| 1998 | Burke Swindlehurst |                    |                    |          |
| 1999 | Chris Wherry       |                    |                    |          |
| 2000 | Eric Wohlberg      | Eddy Gragus        | Doug Ziewacz       |          |
| 2001 | Scott Moninger     | Michael Creed      | Doug Ziewacz       |          |
| 2002 | Chris Wherry       | Scott Moninger     | Danny Pate         |          |
| 2003 | Andrew Miller      | Ubaldo Mesa        | Todd Wells         |          |
| 2004 | Scott Moninger     | Michael Jones      | Davide Frattini    |          |
| 2005 | Burke Swindlehurst | Ivan Stević        | Ubaldo Mesa        |          |
| 2006 | Chris Baldwin      | Scott Moninger     | Burke Swindlehurst |          |
| 2007 | Nathan O’Neill     | Chris Baldwin      | Scott Moninger     |          |
| 2008 | Gregorio Ladino    | Burke Swindlehurst | Anthony Colby      |          |
| 2009 | Levi Leipheimer    | Lance Armstrong    | Phil Zajicek       |          |
| 2010 | Levi Leipheimer    | Tom Danielson      | Phil Zajicek       |          |
| 2011 | Francisco Mancebo  | Dale Parker        | Lachlan Morton     |          |
| 2012 | Rory Sutherland    | Chad Beyer         | Joseph Dombrowski  |          |
| 2013 | Philip Deignan     | Phil Gaimon        | Francisco Mancebo  |          |
| 2014 | Carter Jones       | Grégory Brenes     | Rob Britton        |          |
| 2015 | Rob Britton        | Daniel Jaramillo   | Gavin Mannion      |          |
| 2016 | Lachlan Morton     | Alexander Cataford | Rob Britton        |          |
| 2017 | Evan Huffman       | Serghei Țvetcov    | Taylor Eisenhart   |          |
| 2018 | Rob Britton        | Gavin Mannion      | Kyle Murphy        |          |
| 2019 | James Piccoli      | Óscar Sevilla      | Nickolas Zukowsky  |          |
| 2020 | abgesagt           | abgesagt           | abgesagt           | abgesagt |
| 2021 | abgesagt           | abgesagt           | abgesagt           | abgesagt |
| 2022 | Sean Gardner       | Matteo Dal-Cin     | Torbjørn Røed      |          |
| 2023 | Alex Hoehn         | Óscar Sevilla      | Torbjørn Røed      |          |
| 2024 | Tyler Stites       | Walter Vargas      | Wilmar Paredes     |          |
| 2025 | Kieran Haug        | Eric Brunner       | José Ramon Muñiz   |          |

## Palmarès Frauen
| Jahr | Sieger                 | Zweiter                 | Dritter             |          |
| ---- | ---------------------- | ----------------------- | ------------------- | -------- |
| 1987 | Nancy Shipp            | Jonell Mill             | Laurie King         |          |
| 1988 | Jane Marshall          | Carol Rogers-Dunning    | Janelle Parks       |          |
| 1989 | Carolyn Donnelly       | Kim Cashon              | Julie Young         |          |
| 1990 | Carolyn Donnelly       | Melissa Mayfield        | Molly Taubeneck     |          |
| 1991 | Laura Peycke           | Carolyn Donnelly        | Linda Kruse         |          |
| 1992 | Jane Gagne             | Janelle Parks           | Martha Wavrin       |          |
| 1993 | Martha Wavrin          | Molly Renner            | Pamela Schuster     |          |
| 1994 | Carolyn Donnelly       | Molly Renner            | Rosalind Reekie-May |          |
| 1995 | Carolyn Donnelly       | Heather Tallman         | Emily Robbins       |          |
| 1996 | Desiree Margagliano    | Teri Ralser             | Heather Tallman     |          |
| 1998 | Jeannie Longo-Ciprelli |                         |                     |          |
| 1999 | Kimberly Bruckner      | Andrea Ratkovic-Bowman  | Julie Hanson        |          |
| 2000 | Mari Holden            | Jeannie Longo-Ciprelli  | Kimberly Bruckner   |          |
| 2001 | Geneviève Jeanson      | Kimberly Bruckner       | Lyne Bessette       |          |
| 2002 | Geneviève Jeanson      | Kimberly Bruckner       | Karen Bockel        |          |
| 2003 | Geneviève Jeanson      | Manon Jutras            | Katrina Berger      |          |
| 2004 | Amber Neben            | Brooke Ourada           | Kimberly Anderson   |          |
| 2005 | Kimberly Baldwin       | Geneviève Jeanson       | Lynn Gaggioli       |          |
| 2006 | Kristin Armstrong      | Anne Samplonius         | Erinne Willock      |          |
| 2007 | Mara Abbott            | Rachel Heal             | Dotsie Bausch       |          |
| 2008 | Leah Goldstein         | Leigh Hobson            | Felicia Greer       |          |
| 2009 | Kristin Armstrong      | Alison Powers           | Katheryn Curi       |          |
| 2010 | Mara Abbott            | Alison Powers           | Catherine Cheatley  |          |
| 2011 | Clara Hughes           | Mara Abbott             | Kathryn Donovan     |          |
| 2012 | Kristin Armstrong      | Carmen Small            | Alison Powers       |          |
| 2013 | Mara Abbott            | Alison Powers           | Janel Holcomb       |          |
| 2014 | Mara Abbott            | Flávia Oliveira         | Abigail Mickey      |          |
| 2015 | Mara Abbott            | Katie Hall              | Lauren Stephens     |          |
| 2016 | Mara Abbott            | Kristin Armstrong       | Jasmin Duehring     |          |
| 2017 | Tayler Wiles           | Katie Hall              | Leah Thomas         |          |
| 2018 | Katie Hall             | Sara Poidevin           | Leah Thomas         |          |
| 2019 | Brodie Chapman         | Chloé Dygert            | Jasmin Duehring     |          |
| 2020 | abgesagt               | abgesagt                | abgesagt            | abgesagt |
| 2021 | abgesagt               | abgesagt                | abgesagt            | abgesagt |
| 2022 | Lauren De Crescenzo    | Kristabel Doebel-Hickok | Austin Killips      |          |
| 2023 | Austin Killips         | Marcela Prieto          | Emily Ehrlich       |          |
| 2024 | Lauren Stephens        | Nadia Gontova           | Eleanor Wiseman     |          |
| 2025 | Lauren Stephens        | Sidney Swierenga        | Emma Langley        |          |